# Liudas Rumbutis
Liudas Rumbutis (ur. 24 listopada 1955 w Telszach) – litewski piłkarz, grający na pozycji obrońcy lub pomocnika, trener piłkarski.

## Kariera piłkarska

### Kariera klubowa
Jest wychowankiem szkoły piłkarskiej w Telszach. Seniorską karierę piłkarską rozpoczął w 1974 w klubie Žalgiris Wilno. W 1976 przeszedł do Dynamy Mińsk, w którym występował przez 12 sezonów. W 1986 zakończył karierę piłkarską.

### Kariera trenerska
Po zakończeniu kariery piłkarskiej od 1987 trenował Dynamę Brześć, a następnie trenował Źmienę Mińsk, FK Mołodeczno, Dynamę-93 Mińsk, Biełszynę Bobrujsk, FK Daryda oraz Nieman Grodno. Asystował selekcjonerowi reprezentacji Litwy. Pełnił funkcję dyrektora generalnego Dynamy Mińsk oraz dyrektora sportowego MTZ-RIPA Mińsk. W kwietniu 2009 zastąpił na stanowisku prezesa klubu MTZ-RIPA Mińsk Michaiła Juferaua.

## Nagrody i odznaczenia
- Nagrodzony tytułem Mistrza Sportu ZSRR w 1980.